# The Miser's Child
The Miser's Child er en amerikansk stumfilm fra 1910 af Sidney Olcott.